# Hennig Brand

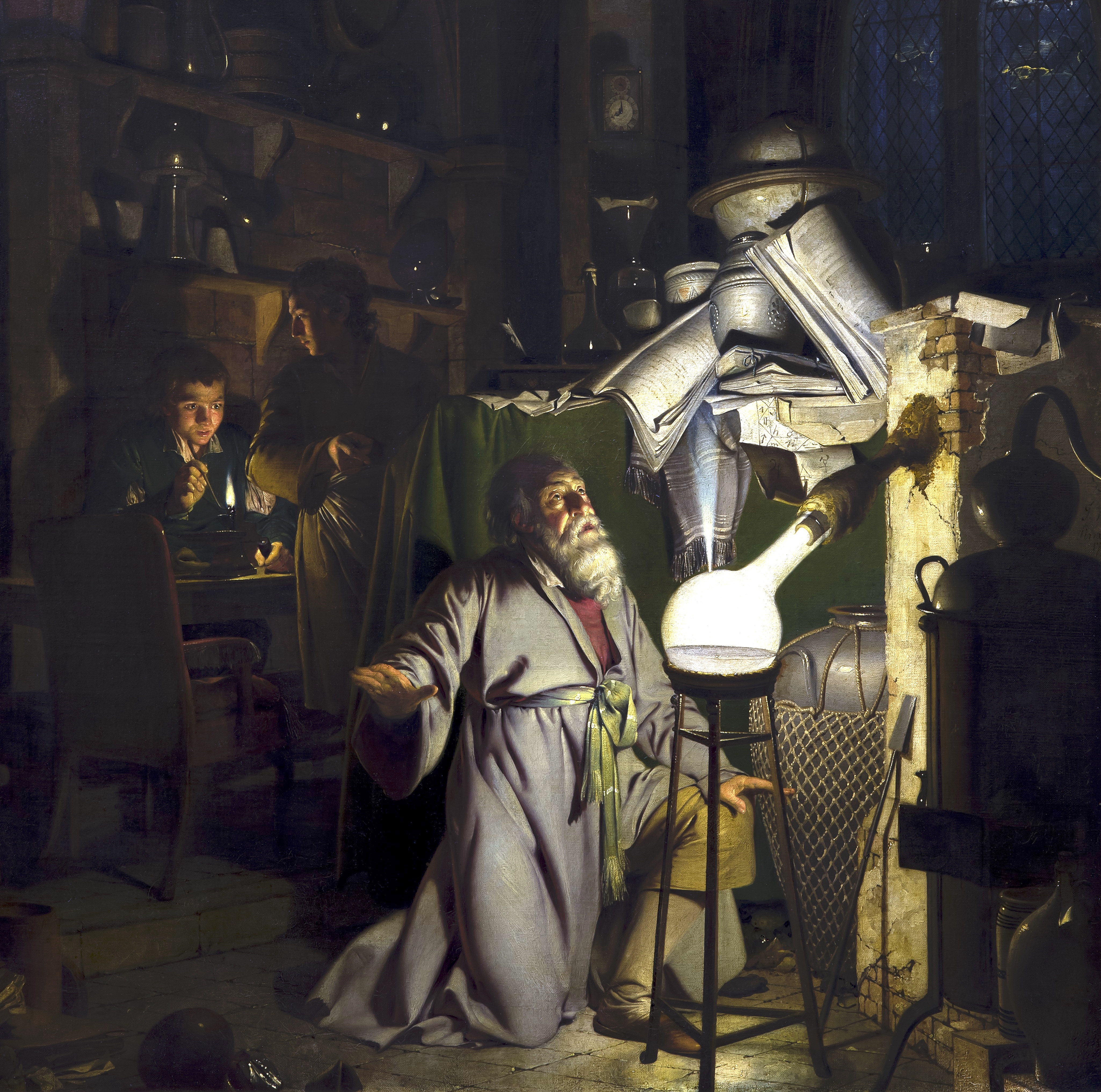
Hennig Brand in gebed na de ontdekking van fosfor, geportretteerd door Joseph Wright

Hennig Brand (1630? - 1692) was een Duitse handelaar en amateur-scheikundige uit Hamburg (Hamburg), die in 1669 fosfor ontdekte.
Brand wordt beschouwd als de laatste der alchemisten. Op zoek naar de steen der wijzen om zilver in goud te veranderen, kookte hij 60 emmers menselijke urine in, tot een witte glimmende substantie overbleef. Hoewel hij zijn ontdekking verkocht aan Johann Krafft, raakte fosfor pas bekend toen Robert Boyle het in 1680 opnieuw ontdekte.
Brand werd geschilderd door de uit het Engelse Derby afkomstige schilder Joseph Wright. Hij stierf in 1692.